# Los secretos de papá
Los secretos de papá è una sitcom argentina trasmessa dall'11 agosto 2004 al 22 marzo 2005 sul canale televisivo Canal 13. Ideata da Adrián Suar e prodotta da Pol-ka Producciones, ha tra i protagonisti Dady Brieva, Romina Gaetani, Federico D'Elía, Alberto Martín e Betiana Blum.
I due attori principali, Brieva e Gaetani, ottennero la nomination al Premio Martín Fierro del 2004, rispettivamente come miglior attore protagonista in una commedia e migliore attrice protagonista in una commedia.

## Trama
Rubén Jilguero, attore disoccupato, accetta di partecipare ad uno show televisivo con telecamere nascoste. La missione è quella di farsi assumere come operaio in un pastificio a conduzione familiare al fine di smascherare una storia di discriminazioni e per farlo, Rubén deve fingersi omosessuale.
All'interno dell'azienda, Rubén conosce Eugenia, moglie di Tony e nuora del proprietario Antonio. Il matrimonio di Eugenia e Tony è in crisi e la donna trova nel nuovo impiegato un confidente; a sua volta, l'uomo si innamora di lei ma non può svelare la sua copertura.
Nel frattempo, Rubén scopre di avere una figlia nascosta, Camila. La ragazza riesce a rintracciarlo e lo convince a convivere, contro il parere della madre Fernanda. Rubén, che non può permettersi di perdere l'impiego poiché gli permette di pagare l'affitto e vivere con sua figlia, deve perciò bilanciare la vita reale e il lavoro.

## Distribuzione

### Adattamenti locali
Nel 2008, la rete ecuadoriana Ecuavisa mandò in onda un remake della fiction, intitolata El Secreto de Toño Palomino, i cui protagonisti furono Martín Calle e Carolina Jaume.